# Mahmoud Fayad
Pour les articles homonymes, voir Fayad.
Mahmoud Sha'baan Abdallah Fayad (en arabe : محمود شعبان عبدالله فياض), né le 9 mars 1925 à Alexandrie et mort le 18 décembre 2002 dans la même ville, est un haltérophile égyptien.

## Carrière
Mahmoud Fayad évolue dans la catégorie des moins de 60 kg. Il remporte la médaille d'argent aux Championnats du monde d'haltérophilie 1946 à Paris puis la médaille d'or aux Jeux olympiques d'été de 1948 à Londres. Il est ensuite sacré champion du monde en 1949 à Schéveningue et en  1950 à Paris.